# 울려 퍼져라 (Touch You)
울려 퍼져라 (Touch You)는 대한민국 가수 다나의 SM STATION 디지털 싱글이다. 2016년에 발매되었다. 작곡가 김진환과 다나의 특별 콜라보레이션 곡이다.

## 수록곡
1. 울려 퍼져라 (Touch You)
2. 울려 퍼져라 (Touch You) (Instrumental)